# Stragari (okręg rasiński)
Stragari (cyr. Страгари) – wieś w Serbii, w okręgu rasińskim, w gminie Trstenik. W 2011 roku liczyła 570 mieszkańców.